# Ullmann Point
Ullmann Point är en udde i Antarktis. Den ligger i Sydshetlandsöarna. Argentina, Chile och Storbritannien gör anspråk på området.
Terrängen inåt land är huvudsakligen kuperad, men åt sydost är den platt. Havet är nära Ullmann Point åt sydväst. Trakten är glest befolkad. Närmaste befolkade plats är Commandante Ferraz Station, 1,9 kilometer väster om Ullmann Point. 